# 57-ма армія (СРСР)
П'ятдеся́т сьо́ма а́рмія (57 А) — військове об'єднання Червоної армії періоду Другої світової війни. Формувалася двічі: жовтень 1941 — лютий 1943, квітень 1943 — вересень 1945.

## Історія

### Перше формування
Перше формування відбулося у жовтні 1941 року у Сталінградському військовому окрузі, а в січні 1942 року була передана Південно-Західному фронту. У його складі армія брала участь у Барвінківській операції. У травні 1942 року у складі Південного фронту 57-ма армія брала участь у невдалій для Червоної армії Харківській битві. У ході битви армія потрапила в оточення і була розгромлена. Командувач армії генерал Подлас і начальник штабу армії генерал Анісов загинули. Потім армія брала участь у Сталінградській битві у складі Сталінградського і Донського фронтів. У лютому 1943 року управління армії було перекинуте на Північно-Західний фронт і очолило нову 68-му армію. 

### Друге формування
Вдруге армія була сформована 27 квітня 1943 року на базі 3-ї танкової армії. В складі Південно-Західного фронту армія взяла участь у Курській битві, в складі Степового і 3-го Українських фронтів армія пройшла шлях від Харкова до Відня. Після війни армія була розформована.  

## Командування

### Командувачі
1-ше формування
- генерал-лейтенант Рябишев Д. І. (жовтень 1941 — лютий 1942)
- генерал-лейтенант Подлас К. П. (лютий — травень 1942)
- генерал-майор Батюня О. Г. (травень — червень 1942)
- генерал-майор Никишов Д. М. (червень — липень 1942)
- генерал-майор, з січня 1943 генерал-лейтенант Толбухін Ф. І. (липень 1942 — січень 1943)

2-ге формування
- генерал-лейтенант танкових військ Рибалко П. С. (квітень — травень 1944)
- генерал-лейтенант Гаген М. О. (травень 1943 — жовтень 1944)
- генерал-лейтенант, з квітня 1945 генерал-полковник Шарохін М. М. (жовтень 1944 — травень 1945).